# A Night to Remember (canción de Cyndi Lauper)
 «A Night to Remember»  es una canción interpretada por la cantante estadounidense Cyndi Lauper, incluida en su tercer álbum de estudio del mismo nombre. La compañía discográfica Epic Records la publicó como el tercer sencillo en Estados Unidos y el último en todo el mundo el 24 de octubre de 1989. Posteriormente figuró en los álbumes recopilatorios Wanna Have Fun (1996) y The Great Cyndi Lauper (2003). Compuesta por Franke Previte, D. Micaele y Lauper, y producida por Lennie Petze y la intérprete.
De género pop rock., la canción incluye  batería, piano, guitarra eléctricas, pandereta  y diferentes sintetizadores como parte de su instrumentación. La letra detalla como la propia artista recuerda una emotiva noche con su amante fallecido.

## Video musical
Se realizó un video musical, mostrándonos diferentes tiros de Lauper dos locaciones: la playa y en el escenario interpretando el tema con su banda, 

## Posicionamiento en las listas musicales
| Chart (1989)                  | Peak position |
| ----------------------------- | ------------- |
| Colombian Singles Chart       | 12            |
| Australian ARIA Singles Chart | 80            |

## Official versions
1. Re-recorded version

- Datos: Q595148